# Aleksandr Samokoetjajev
Aleksandr Michailovitsj Samokoetjajev (Penza, 13 maart 1970) is een Russisch ruimtevaarder. Samokoetjajev zijn eerste ruimtevlucht was Sojoez TMA-21 met een Sojoez-ruimtevaartuig en vond plaats op 4 april 2011. De missie bracht een nieuwe bemanning naar het Internationaal ruimtestation ISS.
In totaal heeft Samokoetjajev twee ruimtevluchten op zijn naam staan. Tijdens zijn missies maakte hij twee ruimtewandelingen.